# Plesza

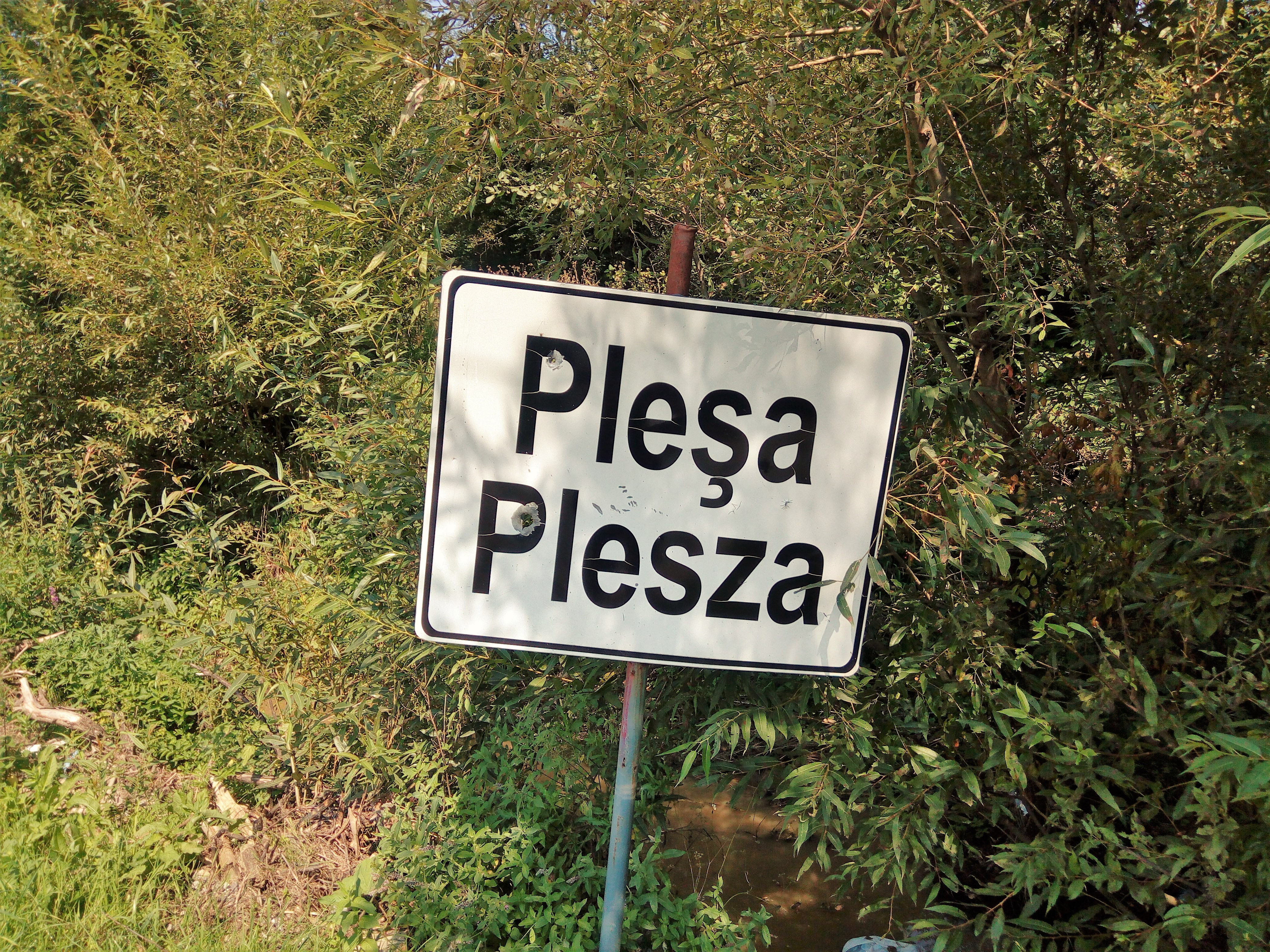
Dwujęzyczna tablica wjazdowa

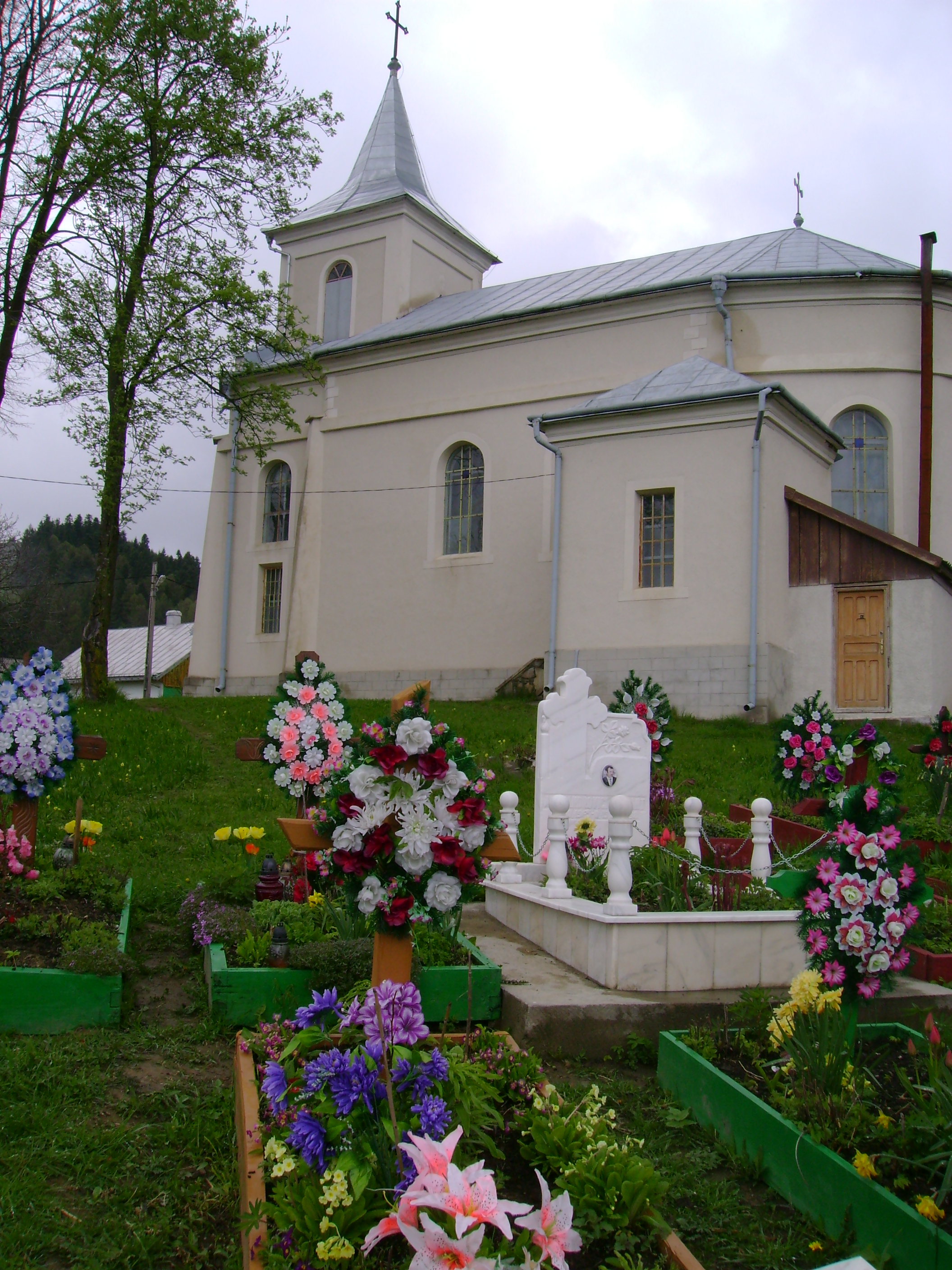
Kościół i cmentarz

Plesza (rum. Pleșa) – wieś w Rumunii, w okręgu Suczawa, w gminie Mănăstirea Humorului. W 2011 roku liczyła 171 mieszkańców. 
Wieś leży  na południowej Bukowinie, na północ od Gura Humorului. Zamieszkana jest prawie wyłącznie przez Polaków.

## Historia
Wczesną wiosną 1835 r. polscy górale z przeludnionej Kaliczanki koło Czerniowiec (których przodkowie pochodzili z Czadeckiego) odwiedzili bezludne tereny na granicy majątków Solka i Iliszestie w poszukiwaniu dogodnego miejsca na osiedlenie się. 17 lipca przedstawiciele 16 rodzin pod wodzą Mariana Zendka złożyli w starostwie czerniowieckim prośbę o wydzielenie im do skolonizowania południowego zbocza góry Plesza. Prośba została przyjęta, a nadleśniczy z Iliszestia wydzielił na wysokości 650–730 m n.p.m. 482 morgi gruntu po obu stronach starego traktu górskiego. Nowi osadnicy rozpoczęli budowę domów w marcu 1836 r. Oprócz nich osiadło tu wkrótce kilkanaście dalszych rodzin polskich z Tereblesztów
.
Plesza powstała jako druga osada polskich górali na południowej Bukowinie. Przez długi okres była jedyną wsią etnicznie całkowicie polską. Jeszcze w chwili obecnej Polacy stanowią w Pleszy większość. Plesza jest też wsią wyjątkowo położoną na górce, zamiast jak wszystkie inne okoliczne wsie – w dolinie. Nie jest jasne, jak ten wyjątek tłumaczyć. Dwie legendy próbują wyjaśnić tę osobliwość. Pierwsza opowiada, jakoby górale polscy zatrzymali się w swej drodze najpierw gdzie indziej, lecz tam zalała ich olbrzymia powódź. Dlatego, przybywszy na miejsce, wybrali na osiedlenie górkę, nie chcąc, by powtórzyła się ta tragedia. Druga legenda mówi o pięknie jasnowłosych polskich dziewczyn, które w ten sposób chroniono przed zbytnią natarczywością wołoskich chłopów.
Sama nazwa wsi pochodzi od nazwiska Plesza, choć powstały inne wyjaśnienia tej nazwy: „my tak mówili – i plesza i piesza i tak zostało Plesza”.
Mowa Pleszan była obiektem zainteresowania językoznawców (mimo wieloletniej izolacji praktycznie nie odbiega od dzisiejszego języka polskiego), choć mieszkańcy wsi lubią podkreślać, że mówią po „pleszańsku”, a nie po polsku.
Kościół polski (1904) stoi na samej górze, co też można zaliczyć do wyjątków. Lokalizacja obiektów sakralnych Bukowiny południowej wskazuje na brak przywiązywania przez budowniczych takiej wagi jak gdzie indziej do symboliki wywyższenia. Monastyry i kościoły są zwykle usytuowane w dolinach. W Pleszy za kościołem znajduje się cmentarzyk. W przeciwieństwie do Pojany Mikuli, znakomita większość grobów w Pleszy nie zawiera imion ani nazwisk zmarłych.
W 1869 roku, w Pleszy było 25 domów z 190 mieszkańcami. W 1880 roku mieszkańców było 222.
Polski nauczyciel pojawił się na stałe w Pleszy dopiero w 1906 roku, czyli najpóźniej ze wszystkich bukowińskich polskich wsi. W 1940 roku w Pleszy mieszkało 290 Polaków. W czasie II wojny mieszkańcy Pleszy zaznali tułaczki po Bukowinie północnej, skąd wrócili w 1945 roku, zastając swój kościół zupełnie zniszczony. Na górce broniły się wojska niemieckie przed stacjonującymi w Solce armiami radzieckimi. Po powrocie repatriantów do ojczyzny, w Pleszy pozostało około 50 polskich rodzin. Do 1978 roku dzieci pozostawały bez fachowej opieki polonistycznej. Nicolae Ceaușescu planował zniszczyć Pleszę i „spędzić” ją z górki w dolinę, do „nowoczesnych” bloków. Jednak ze względu na liczbę rodzin zamieszkujących Pleszę (wówczas ponad 75) zamiar ten nie został przeprowadzony. Kilka rodzin (ok. 6) pochodzi z Bośni i Hercegowiny (nazwisko Kuczak). Dziś w Pleszy mieszka około 70 rodzin i prawie wszyscy są Polakami. We wsi jest bardzo słabe zaopatrzenie spożywcze, jedna szkoła czteroklasowa, a gospodarstwa są małe (1–2 ha).
Blisko szczytu, 200 metrów ku południowi, znajdują się spore głazy, a na nich płaskorzeźby reprezentujące postać Chrystusa, zwierzęta, akty kobiece – autorstwa Bolka Majerika.